# Caitlín Brugha
 (janvier 2019).
Si vous disposez d'ouvrages ou d'articles de référence ou si vous connaissez des sites web de qualité traitant du thème abordé ici, merci de compléter l'article en donnant les références utiles à sa vérifiabilité et en les liant à la section « Notes et références ».
Caitlín Brugha (née Kingston ; 11 décembre 1879 – 1er décembre 1959) est une personnalité politique irlandaise membre du Sinn Féin. Elle est Teachta Dála (député) de 1923 à 1927 dans la circonscription de Waterford. Elle est l'épouse de Cathal Brugha et la mère de Ruairí Brugha.